# Gréolières
Gréolières é uma comuna francesa na região administrativa da Provença-Alpes-Costa Azul, no departamento Alpes Marítimos. Estende-se por uma área de 52,67 km², com 455 habitantes, segundo os censos de 1999, com uma densidade de 8 hab/km².